# Білецький Павло
Павло Білецький (бл. 1880, с. Діївка — 1944, там же) — селянин з Діївки (присілку Катеринослава), член Катеринославської «Просвіти», затверджений на загальних зборах 26 вересня 1911. Жертва російського окупаційного терору.

## Життєпис

Рада Діївської "Просвіти" (стоять: крайній зліва — П. Білецький, у центрі — П. Наріжний). 1913 р.

Білецький був музично обдарованим, керував селянським духовим оркестром. Коли 20 травня 1912 в Діївці в помешканні Петра Наріжного по Головній вулиці поставили п’єсу «Розумний і дурень» (грали місцеві любителі під орудою Т. Гладченка), «в антрактах грав селянський духовий оркестр під орудою П. Білецького». («Дніпрові хвилі». — 1912. — № 10. —С. 158).
Голова Діївської філії Катеринославської «Просвіти» протягом півтора року, з 3 березня 1913 до 28 вересня 1914 (Білецький мобілізований на війну), коли Діївську «Просвіту» очолив П. Наріжний, Діївська «Просвіта» дістала дозвіл на відкриття (одночасно з Гупалівською філією в Новомосковському повіті) 21 січня 1913 від Губернського у справах товариств і союзів присутствія.
Протягом 1914 Діївська «Просвіта» дала 4 вистави, мала 57 дійсних членів, з них одного почесного (Д. Дорошенко) і двох довічних (Павло та Олена Білиць-кі). У 1917 Білецький від 228-го піхотного запасного полку висувався від українських соціалістів-революціонерів кандидатом у гласні Катеринославської міської думи (список № 11 містив 18 прізвищ).
Д. Дорошенко присвятив три сторінки у своїх споминах Діївській «Просвіті».
Він, зокрема, підкреслив: 

«Багато я бачив на своїм віку людей, щиро відданих українській справі, але мало зустрічав навіть серед інтелігентів таких, які були б настільки захоплені українською ідеєю, як селянин Білецький. Він, можна сказати, жив нею, віддаючи їй всі свої помисли, всі свої сили і свій час. Адміністрація дала дозвіл на філію в кінці січня 1913 року, за місяць відбулися установчі збори, які обрали раду товариства, якій доручено було придбати пляц і деревляну буду, що вже стояла на ньому, а на літо возити цеглу, щоб збудувати тепле помешкання на зиму. Гроші поставновлено позичити в котромусь банку під заставу ґрунтів членів ради. Визначено гроші на передплату десятка українських часописів». 

Свій спогад про Діївську «Просвіту» Д. Дорошенко закінчив словами: «Павло Білецький і його брат Андрій були розстріляні большевиками». Проте це спростовується виявленими нами фактами.
11 вересня 1999 72-рі-чний Микола Носенко з Діївки, який у 1940 ходив до 9-го класу у Діївці й був заарештований, згадував: 

«Білецьких по-вуличному називали Фільки. Я знав котрогось з них — Андрійовича. Вони були активні до війни в художній самодіяльності. У нас при клубі Бабушкіна був гарний драмгурток, духовий оркестр тощо. Від Діївської «Просвіти» залишився тільки фундамент на залізничній станції Діївка. Та ще нібито «Просвіта» була там, де оцей довоєнний клуб. Це біля Хрестовоздвиженської церкви. А Наріжних я теж пам’ятаю по 95-й школі. Тільки розшукати нащадків Білецьких і Наріжних важко, бо місто наступало останніми роками на приміське селише, і вони розчинилися по житлових масивах Парус, Комунар тощо».

І все-таки упорядник їх розшукав. Рід Білецьких (Білицьких) походить з Польщі. За спогадами внучатого племінника Білецького Леоніда Білецького (нар. 1928), батько Білецьких приїхав до Діївки з Польщі. Його дружина Єлизавета Бродська була вихрещена єврейка, вона тримала тут пивну (корчму), потім виїхала до Америки. 

«Нас, Білецьких, називали в селі по-вуличному Фільками, напевне, за іменем тієї прабабці — Філя чи Філена».

Отже, в Андрія Білецького було три сини: Павло, на кілька років молодший Андрій і Пилип. Брати Павло і Андрій фігурують у 1905 у рапорті повітового катеринославського справника катеринославському губернаторові про діяльність бойового страйкового комітету в селах Кайдаки, Діївка і Надеждино. Справник згадує їхню матір Єлизавету, яка тримала так звану явочну квартиру. («Екатеринославщина в революции 1905 — 1907 гг. Документы и материалы»/. — Дніпропетровськ. — 1975. — С.226).
У 1920-х Білецький мешкав у Харкові, згадувалося про його приналежність до УКП — партії, опозиційної КП(б)У в національному питанні. У 1934—1935, бувши дитиною в Харкові, Леонід зустрічав його там. У Харкові Білецький завідував магазином музичних інструментів (далася взнаки його любов до музики). Зовні був начебто схожий на Г. Петровського. Репресований у 1936. Покарання відбував у Комі АРСР. Несподівано перед війною Білецький повернувся з ув’язнення в Діївку. Але пережите позначилося на його психіці: катований, змучений, він втратив душевну рівновагу і життя колись обдарованої особистості зводилося тепер лише до задоволення фізіологічних потреб. Як пригадує Л.К. Журавель, особливо непомірним був апетит, напевне, наслідок недоїдання в таборах. Під час фашистської окупації Білецький висловлював надію, що влада німців буде нетривала. Помер наприкінці війни в Діївці. Дітей у них з дружиною не було.
Таким чином, не підтверджується інформація Д. Дорошенка про те, що брати Білецькі були розстріляні більшовиками. 

## Праці
- Селянин П. Б. Допис з с. Діївка Катер. повіту // Дніпрові хвилі. — 1911. — № 10. С. 144;
- Селянин П. Б. Допис. [Про панахиду в селі по Шевченкові] Дніпрові хвилі. — 1911. № 11. — С. 162;
- Селянин Павло Білицький. Допис 11 Дніпрові хвилі. — 1911. — № 23 — 24. — С. 324 — 325. Селянин П. Білецький. Допис. Дніпрові хвилі. — 1913. — М 8. — С. 132;